# Symbolia latifacies
Symbolia latifacies är en tvåvingeart som beskrevs av Robinson 1966. Symbolia latifacies ingår i släktet Symbolia och familjen styltflugor.
Artens utbredningsområde är Peru. Inga underarter finns listade i Catalogue of Life.